# Thalassoma jansenii
Thalassoma jansenii là một loài cá biển thuộc chi Thalassoma trong họ Cá bàng chài. Loài này được mô tả lần đầu tiên vào năm 1856.

## Từ nguyên
Từ định danh jansenii được đặt theo tên của Albert Jacques Frédéric Jansen, Toàn quyền Đông Ấn Hà Lan (Indonesia ngày nay), người cung cấp mẫu định danh của loài cá này từ đảo Sulawesi.

## Phạm vi phân bố và môi trường sống
T. jansenii có phạm vi phân bố rộng rãi tại Ấn Độ Dương - Thái Bình Dương. Loài này được ghi nhận trên khắp vùng bờ biển của các nước Đông Nam Á; mở rộng về phía tây đến Nam Ấn Độ, Maldives và Sri Lanka; ngược lên phía bắc đến đảo Đài Loan và vùng biển Nam Nhật Bản; phía nam trải dài đến bờ biển Tây Úc, bao gồm những bãi cạn và rạn san hô vòng ngoài khơi, đảo Giáng Sinh và quần đảo Cocos (Keeling); ở phạm vi phía đông, T. jansenii chỉ xuất hiện tại quần đảo Mariana, Liên bang Micronesia, Palau và quần đảo Caroline.
Những ghi nhận của T. jansenii từ Papua New Guinea và quần đảo Solomon trải dài về phía nam dọc theo bờ biển Đông Úc đến đảo Lord Howe, bao gồm các rạn san hô vòng, bãi ngầm trên biển San Hô và một vài đảo quốc ở Nam Thái Bình Dương thực chất là của loài Thalassoma nigrofasciatum, từng được coi là một biến thể của T. jansenii.
T. jansenii sống gần các rạn san hô viền bờ và bãi đá ngầm ở độ sâu đến ít nhất là 15 m.

## Mô tả
T. jansenii có chiều dài cơ thể tối đa được ghi nhận là 20 cm. Về màu sắc, cá đực hai loài T. jansenii và T. nigrofasciatum thoạt nhìn rất giống nhau, đều có 3 dải sọc đen trên thân với vùng dưới đầu, ngực và bụng màu trắng; cuống đuôi có màu vàng hoặc trắng. Tuy nhiên, ở T. jansenii, dải đen giữa lại không kéo dài đến bụng như T. nigrofasciatum, và rìa sau của dải đen này xiên, không thẳng đứng như T. nigrofasciatum. Ngoài ra, cá cái của T. jansenii có đến 5 hoặc 6 dải sọc đen được ngăn cách bởi các khoảng màu trắng hoặc vàng nhạt (khi chuyển thành cá đực thì các dải đen này sẽ hợp lại còn 3 dải lớn), trong khi cá cái của T. nigrofasciatum chỉ có 3 dải đen. Ngoài ra, T. nigrofasciatum có vây đuôi lõm sâu hơn, cũng như vây bụng và vây ngực dài hơn so với T. jansenii.
Số gai ở vây lưng: 8; Số tia vây ở vây lưng: 13; Số gai ở vây hậu môn: 3; Số tia vây ở vây hậu môn: 11; Số gai ở vây bụng: 1; Số tia vây ở vây bụng: 5.

## Sinh thái và hành vi
Thức ăn của T. jansenii chủ yếu là các loài thủy sinh không xương sống. Có lẽ như hầu hết những loài Thalassoma khác, các cá thể T. jansenii sinh sản theo một nhóm lớn. Con đực trưởng thành có thể lập một lãnh thổ cùng với bầy cá cái trong hậu cung của nó, thực hiện hành vi sinh sản lần lượt với từng con cá cái trong bầy.
T. jansenii được ghi nhận là đã lai tạp với loài họ hàng Thalassoma quinquevittatum tại biển Banda (Indonesia).

## Thương mại
T. jansenii được xem là một loài cá cảnh, và cũng được đánh bắt nhằm mục đích thương mại.

### Trích dẫn
- John E. Randall (2003). "Thalassoma nigrofasciatum, a new species of labrid fish from the south-west Pacific" (PDF). aqua, Journal of Ichthyology and Aquatic Biology. Quyển 7 số 1. tr. 1–8. Bản gốc (PDF) lưu trữ ngày 18 tháng 7 năm 2019. Truy cập ngày 16 tháng 3 năm 2021.